# Implicazioni sociali della nanotecnologia
Le implicazioni sociali in nanotecnologia sono i potenziali benefici e le sfide che l'introduzione di insolite apparecchiature e materiali nanotecnologici possono creare alla società e all'interazione umana. Il termine è talvolta esteso per includere anche le implicazioni di salute e ambientali, ma questo articolo prenderà in considerazione solo le implicazioni sociali e politiche.
Siccome la nanotecnologia è un settore emergente e la maggior parte delle sue applicazioni sono ancora di carattere speculativo, si discute molto sugli effetti positivi e negativi che essa potrebbe avere.

## Panoramica
Al di là dei rischi di tossicità per la salute umana e per l'ambiente, associati ai nanomateriali di prima generazione, la nanotecnologia, più estese implicazioni per la società crea e più ampie sfide sociali pone. I sociologi hanno suggerito che le questioni sociali riguardanti la nanotecnologia dovrebbero essere comprese e valutate non solo come rischi o impatti "a valle" (downstream). Soprattutto, le sfide devono essere fattorizzate nel potere decisionale e nella ricerca "a monte" al fine di garantire che lo sviluppo tecnologico soddisfi gli obiettivi sociali.
Molti studiosi di scienze sociali e organizzazioni della società civile suggeriscono che la valutazione tecnologica e il governo dovrebbero coinvolgere anche la partecipazione pubblica.
Alcuni osservatori suggeriscono che la nanotecnologia si realizzerà in modo incrementale, come ha fatto la rivoluzione industriale del XVIII-XIX secolo, fino a che non accelera il passo per guidare una rivoluzione nanotecnologica che rimodellerà radicalmente le nostre economie, il nostro mercato del lavoro, il commercio e le relazioni internazionali, le strutture sociali, le libertà civili, il nostro rapporto con il mondo naturale e anche la nostra concezione di essere umani. Altri suggeriscono che sarebbe forse più preciso descrivere il cambiamento condotto dalla nanotecnologia come uno “tsunami "tecnologico”. Proprio come uno tsunami, gli analisti avvertono che i rapidi mutamenti apportati dalla nanotecnologia avranno necessariamente un profondo impatto dirompente. Così il "Centro per la Previsione Tecnologica" (Center for Technology Foresight) dell'APEC osserva:

Se la nanotecnologia sta per rivoluzionare la produzione, l'assistenza sanitaria, l'approvvigionamento energetico, le comunicazioni e, probabilmente, la difesa, allora trasformerà il lavoro e il posto di lavoro, il sistema sanitario, i trasporti e le infrastrutture del potere e militari. Questi ultimi mutamenti non avverranno senza ingenti danni sociali.
Coloro che si interessano agli effetti negativi causati dalle nanotecnologie ipotizzano che verranno semplicemente esacerbati i problemi scaturiti dalle ingiustizie socio-economiche già esistenti e dalla ineguale distribuzione del potere, creando disuguaglianze più grandi tra ricchi e poveri attraverso un inevitabile nano-divide (il divario tra coloro che controllano le nuove nanotecnologie e quelli che restano esclusi dall'usufruizione dei suoi prodotti, servizi o lavoro). Gli analisti suggeriscono la possibilità che la nanotecnologia sia in grado di destabilizzare le relazioni internazionali attraverso una corsa ai nano-armamenti, accrescendo il potenziale di armi biologiche, quindi, collocando dappertutto strumenti per la sorveglianza con significative ripercussioni per le libertà civili. Inoltre, molti detrattori ritengono che attraverso le nanobiotecnologie potrebbero essere abbattute le barriere tra la vita e la non-vita,  ridefinendo per di più il significato stesso di "essere umani".
La nanoetica presuppone che una tale tecnologia trasformativa potrebbe esacerbare le divisioni tra ricchi e poveri - il cosiddetto nano-divario (da nano divide per similitudine con divario digitale). Tuttavia, la nanotecnologia rende la produzione tecnologica (ad esempio, computer, telefoni cellulari, tecnologia sanitaria, ecc.) meno costosa e dunque accessibile ai poveri.
In realtà, molti dei più entusiasti propugnatori della nanotecnologia, come per es. i transumanisti, vedono la scienza nascente come un meccanismo per cambiare la stessa natura umana - andando oltre la cura delle malattie e il miglioramento delle caratteristiche umane. I dibattiti sulla nanoetica sono stati ospitati dal governo federale (statunitense), in particolare nel contesto delle “tecnologie convergenti” - uno slogan utilizzato per riferirsi a nano, biotecnologia, tecnologia dell'informazione e scienza cognitiva.

## Possibili applicazioni militari
Sono stati anche sollevati rischi per la società causati dall'utilizzo della nanotecnologia. A livello strumentale, questi comprendono la possibilità di applicazioni nanotecnologiche (ad esempio, impianti e altri strumenti per il miglioramento del soldato, come quelli in fase di sviluppo presso l'Istituto per le Nanotecnologie del Soldato (Institute for Soldier Nanotechnologies) al MIT, come pure la capacità di sorveglianza migliorata per mezzo di nano-sensori. C'è anche la possibilità che la nanotecnologia venga ad essere utilizzata per sviluppare armi chimiche e, dato che saranno in grado di sviluppare prodotti chimici su scala atomica, i critici temono che le armi chimiche sviluppate dalle nanoparticelle saranno più pericolose di quelle attuali.

## Problemi di proprietà intellettuale
A livello strutturale, i detrattori della nanotecnologia denunciano un nuovo mondo proprietario controllato dalle grandi società (corporation) grazie al loro monopolio. La tesi è che, come la capacità della biotecnologia di manipolare i geni è andata di pari passo con la brevettabilità della vita, così anche la capacità della nanotecnologia di manipolare molecole ha portato alla brevettazione della materia. Negli ultimi anni si è vista una corsa all'oro per la rivendicazione di brevetti su scala nanometrica. Oltre 800 nano-brevetti correlati sono stati concessi nel 2003, e il numero cresce di anno in anno. Le aziende al riguardo stanno già tirando fuori brevetti estesi concernenti scoperte e invenzioni. Ad esempio, due corporation, NEC e IBM, detengono i brevetti di base su nanotubi di carbonio, una delle attuali pietre miliari della nanotecnologia. I nanotubi di carbonio hanno una vasta gamma di usi, e sembrano destinati a diventare fondamentali in diversi settori, dalla elettronica e computeristica, ai materiali rafforzati per la somministrazione di farmaci e per la diagnostica. I nanotubi di carbonio sono pronti a diventare i maggiori prodotti in commercio con la possibilità di sostituire i principali materiali grezzi tradizionali. Tuttavia, poiché il loro uso si espande, cercando ognuno di fabbricarli o venderli (legalmente), non importa quale sia il loro utilizzo, deve prima acquistare una licenza dalla NEC e dalla IBM.
La dottrina delle infrastrutture essenziali (essential facilities) degli Stati Uniti può avere la stessa importanza delle altre leggi anti-trust.

## Potenziali benefici e rischi per i paesi in via di sviluppo
Le nanotecnologie possono fornire nuove soluzioni per milioni di persone nei paesi in via di sviluppo che non hanno accesso ai servizi di base, come acqua potabile, energia sostenibile, protezione della salute e istruzione. Le Nazioni Unite hanno stabilito gli Obiettivi di Sviluppo del Millennio (Millennium Development Goals) per venire incontro a questi bisogni. La Task Force riguardo a Scienza, Tecnologia e Innovazione delle ONU nel 2004 osservò che alcuni dei vantaggi della nanotecnologia comprendono la produzione con poco lavoro, terra, o manutenzione, alta produttività, basso costo, e modesto fabbisogno di materiali ed energia.
Molti paesi in via di sviluppo, per esempio, Costa Rica, Cile, Bangladesh, Thailandia e Malaysia, stanno investendo notevoli risorse nella ricerca e nello sviluppo delle nanotecnologie. Le economie emergenti come Brasile, Cina, India e Sud Africa stanno spendendo milioni di dollari all'anno in R&S (Ricerca e Sviluppo), e stanno rapidamente aumentando la loro produzione scientifica, come è dimostrato dal loro numero crescente di pubblicazioni scientifiche con revisione paritaria.
Le opportunità potenziali delle nanotecnologie di aiutare a risolvere le critiche priorità di sviluppo internazionale comprendono sistemi di depurazione delle acque, sistemi di energia, medicina e prodotti farmaceutici, produzione di cibo e nutrizione, e informazione e tecnologie delle comunicazioni. Le nanotecnologie sono già incorporate nei prodotti immessi nel mercato. Altre nanotecnologie sono ancora nella fase di ricerca, mentre altre sono concetti che sono anni o decenni lontane dallo sviluppo.
L'applicazione delle nanotecnologie nei paesi in via di sviluppo pone interrogativi simili sulla salute, sull'ambientale, e sui rischi sociali descritti nel paragrafo precedente. Altre sfide sono state sollevate riguardo ai legami tra nanotecnologie e sviluppo.
La salvaguardia dell'ambiente, della salute umana e della sicurezza sul lavoro nei paesi in via di sviluppo spesso sono dovuti a una combinazione di fattori che possono comprendere, ma non solo, la carenza di un ambiente sano, la salute umana, e la regolamentazione della sicurezza sul lavoro; un controllo scarso o privo di regole collegato alla carenza di capacità umane (vale a dire, regolamentazione del personale propriamente qualificato) e fisiche (per es., equipaggiamento). Spesso, questi Paesi richiedono assistenza, particolarmente finanziaria, sviluppare la capacità istituzionale e scientifica per valutare adeguatamente e affrontare rischi, incluse le infrastrutture necessarie come laboratori e tecnologia per il rilevamento.
Molto poco si sa riguardo ai rischi e alle conseguenze più estese delle nanotecnologie. In un momento di grande incertezza circa i loro effetti sarà impegnativo per i governi, le aziende, le organizzazioni della società civile e il pubblico in generale nei paesi in via di sviluppo, come nei paesi sviluppati, di prendere decisioni sulla "gestione" (governance) delle nanotecnologie.
Le compagnie e, in misura minore, i governi e le università, stanno ricevendo i brevetti sulle nanotecnologie. Il rapido aumento del numero di brevetti nel campo delle nanotecnologie è dimostrato dal fatto che negli Stati Uniti ci sono state 500 domande per ottenerne brevetti nel 1998 e 1.300 nel 2000. Alcuni brevetti hanno una definizione molto ampia che ha sollevato preoccupazioni tra alcuni gruppi riguardo al fatto che la corsa al brevetto potrebbe rallentare l'innovazione e far lievitare i costi dei prodotti, riducendo così il potenziale per le innovazioni di cui potrebbero beneficiare le popolazioni a basso reddito nei paesi in via di sviluppo.
C'è un chiaro collegamento tra i beni di prima necessità e la povertà. Molti paesi meno sviluppati dipendono da pochi prodotti per l'occupazione, le entrate del governo, e dai proventi ottenuti dall'esportazione. Molte applicazioni in nanotecnologia in una fase di sviluppo potrebbero incidere sulla domanda globale di prodotti specifici. Per esempio, alcuni materiali su scala nanometrica potrebbero migliorare la resistenza e la durabilità della gomma, che potrebbero in futuro portare ad una diminuzione della richiesta di gomma naturale. Altre applicazioni in nanotecnologia possono causare un aumento della domanda per determinati prodotti. Per esempio, la richiesta di titanio può aumentare in conseguenza ai nuovi usi degli ossidi di titanio su nanoscala, come per i nanotubi di biossido di titanio, impiegato per produrre e immagazzinare idrogeno utilizzato come combustibile. Varie organizzazioni hanno chiesto un dialogo internazionale riguardo ai meccanismi che consentiranno ai paesi in via di sviluppo di anticipare tali cambiamenti e adattarvisi in modo proattivo.
Nel 2003, il Meridian Institute iniziava il "Dialogo Globale su Nanotecnologia e Povertà" (GDNP, Global Dialogue on Nanotechnology and the Poor) per accrescere la consapevolezza delle opportunità e dei rischi delle nanotecnologie per i paesi in via di sviluppo, per colmare il divario esistente all'interno e tra i settori della società onde catalizzare le azioni che affrontano opportunità e rischi specifici inerenti alle nanotecnologie per i paesi in via di sviluppo; individuare inoltre le modalità in cui la scienza e la tecnologia possano svolgere un ruolo adeguato nel processo di sviluppo. Il GDNP ha rilasciato diversi documenti accessibili al pubblico inerenti alle nanotecnologie e allo sviluppo, tra cui 

- "Le nanotecnologie e la povertà: opportunità e rischi - Colmare i divari all'interno e tra i settori della società";

- "Nanotecnologia, acqua e sviluppo" e

- "Visione d'insieme e confronto tra il trattamento convenzionale delle acque e quello nano-tecnologico".

### Giustizia sociale e libertà civili
Tuttavia, frequentemente vengono sollevati problemi sul fatto che i vantaggi declamati della nanotecnologia non saranno distribuiti in modo uguale, e che tutti i benefici (tecnici e/o economici inclusi) associati alla nanotecnologia perverranno solo alle nazioni ricche. La maggioranza della ricerca nanotecnologica e sviluppo - e i brevetti per nanomateriali e prodotti - è concentrata nei Paesi sviluppati (inclusi Stati Uniti, Giappone, Germania, Canada e Francia). Inoltre, la maggior parte dei brevetti relativi alla nanotecnologia sono concentrati nelle mani di poche corporation, comprese IBM, Micron Technologies, Advanced Micro Devices e Intel. Ciò fa temere che sarà improbabile che i paesi in via di sviluppo possano avere accesso a infrastrutture, finanziamenti e risorse umane richieste per sostenere la ricerca nanotecnologica e lo sviluppo, e ciò verosimilmente porterà ad inasprire tali disuguaglianze.
L'agricoltura e l'industria alimentare sono la prova evidente che l'accentramento della nanotecnologia è correlata ai brevetti. Brevetti di sementi, prodotti vegetali, animali e di altre tecniche agro alimentari sono già concentrati nelle mani di poche aziende. Tutto ciò fa prevedere un aumento del costo delle attività agricole che farà aumentare la dipendenza degli agricoltori da queste importazioni, emarginando possibilmente gli agricoltori più poveri, compresi quelli che vivono nei paesi in via di sviluppo.
I produttori nei paesi in via di sviluppo potrebbero essere svantaggiati dalla sostituzione di prodotti naturali (inclusi caucciù, cotone, caffè e tè) a causa degli sviluppi attuati in nanotecnologia. Questi prodotti naturali sono importanti per l'esportazione nei paesi in via di sviluppo, e molti agricoltori che vivono di un'economia di sussistenza dipendono da essi. È stato sostenuto che la loro sostituzione con nano-prodotti industriali potrebbe avere un impatto negativo sulle economie dei paesi in via di sviluppo, tradizionalmente dipendenti da queste coltivazioni di esportazione.
Si è proposto che la nanotecnologia possa essere efficace solo per alleviare la povertà e aiutare lo sviluppo "quando essa viene adattata a contesti istituzionali sociali, culturali e locali, scelta e progettata con la partecipazione attiva dei cittadini fin dal punto iniziale".